# Alex Skolnick Trio
Alex Skolnick Trio — американское джазовое трио, созданное гитаристом Алексом Сколником, известным по трэш-метал-группе Testament, ударником Мэтом Зебровски и басистом Натаном Пэком. C 2001 по 2003 год в группе на бас-гитаре играл Джон Дэвис. «Alex Skolnick Trio» известно построением оригинальных джазовых композиций на основе хард-роковых стандартов.

## Состав группы

### Нынешний состав
- Алекс Сколник — гитара (с 2001);
- Натан Пэк — контрабас (с 2003);
- Мэт Зебровски — барабаны/перкуссия (с 2001).

### Бывшие участники
- Джон Дэвис — контрабас (2001—2003).

## Репертуар
Трио известно тем, что исполняет каверы на песни различных групп классического рока и хеви-метала — они называют это «современными стандартами». Они переигрывали следующие произведения (на студийных записях, либо на концертах):
Tom Sawyer, The Trooper, Highway Star, Practica lo que predicas (испаноязычная версия песни Testament Practice What You Preach), Goodbye to Romance, Detroit Rock City, Still Loving You, Don’t Talk to Strangers, Dream On, No One Like You (присутствует на дебютном студийном альбоме в виде оригинала и в виде бонус-трека — концертной записи), War Pigs, Electric Eye, Money, Blackout, Fade to Black и Pinball Wizard.
Со времени выпуска своего первого альбома трио всё больше двигается в сторону исполнения собственного материала, на втором альбоме половина песен являются их собственными, а на третьем уже всего три кавера. Их четвёртый альбом, Veritas, содержит всего один кавер.

## Примечательные концерты
Трио выступило на первом фестивале G-TARanaki Guitar Festival в Новой Зеландии в июле 2008. Так же Алекс участвовал в историческом джеме в Vernon Reid's Puke Ariki «Midnight Session» вместе с Gilby Clarke и Uli Jon Roth.
В 2010 они участвовали в турне на разогреве у Rodrigo y Gabriela.

## Дискография

### Goodbye to Romance: Standards for a New Generation
Goodbye to Romance: Standards for a New Generation — дебютный альбом Alex Skolnick Trio. Издан 14 сентября 2002 года.
1. «Detroit Rock City» — 6:27 (Kiss cover)
  - Оригинал издан на альбоме Destroyer.
2. «Dream On» — 5:23 (Aerosmith cover)
  - Оригинал издан на альбоме Aerosmith.
3. «No One Like You» — 7:37 (Scorpions cover)
  - Оригинал изан на альбоме Blackout.
4. «Goodbye to Romance» — 7:18 (Ozzy Osbourne cover)
  - Оригинал издан на альбоме Blizzard of Ozz.
5. «Still Loving You» — 9:11 (Scorpions cover)
  - Оригинал издан на альбоме Love at First Sting.
6. «Skol Blues» — 8:25
7. «Pinball Wizard» — 7:47 (The Who cover)
  - Оригинал издан на альбоме Tommy.
8. «Ofri» — 6:46
9. «War Pigs» — 10:33 (Black Sabbath cover)
  - Оригинал издан на альбоме Paranoid.
10. «No One Like You» (Live) — UK bonus track

### Transformation
Transformation — второй альбом Alex Skolnick Trio, издан 14 сентября 2004 года.
1. «Transformation» — 5:53
2. «Electric Eye» — 5:20 (Judas Priest cover)
  - Оригинал издан на альбоме Screaming for Vengeance.
3. «Fear Of Flying» — 5:10
4. «Money» — 5:13 (Pink Floyd cover)
  - Оригинал издан на альбоме The Dark Side of the Moon.
5. «Both Feet In» — 5:28
6. «Scorch» (При участии Charlie Hunter на 8-струнной гитаре)[2] — 7:17
7. «Blackout» — 5:03 (Scorpions cover)
  - Оригинал издан на альбоме Blackout.
8. «IMV/The Trooper» — 5:18 (The Trooper is an Iron Maiden cover)
  - «The Trooper» был издан на альбоме Piece of Mind.
9. «No Fly Zone» — 4:27
10. «Don’t Talk To Strangers» — 6:00 (Dio cover)
  - Оригинал издан на альбоме Holy Diver.
11. «Highway Star» — 6:30 (Deep Purple cover)
  - Оригинал издан на альбоме Machine Head.

### Last Day in Paradise
Альбом Last Day in Paradise издан 15 марта 2007 года Алексом Сколником на лейбле Magnatude Records. Альбом был записан в период с 10/04/2006 по 10/07/2006.
| №   | Название                                                                | Длительность |
| --- | ----------------------------------------------------------------------- | ------------ |
| 1.  | «Mercury Retrograde»                                                    | 4:33         |
| 2.  | «Last Day in Paradise»                                                  | 4:51         |
| 3.  | «Tom Sawyer (Rush cover)»                                               | 6:35         |
| 4.  | «Shades of Grey»                                                        | 6:23         |
| 5.  | «Practica Lo Que Predicas (Practice What You Preach) (Testament cover)» | 5:16         |
| 6.  | «The Lizard»                                                            | 5:17         |
| 7.  | «Channel 4»                                                             | 4:26         |
| 8.  | «Revelation (Mother Earth) (Ozzy Osbourne cover)»                       | 7:20         |
| 9.  | «Out There Somewhere»                                                   | 4:48         |
| 10. | «Western Sabbath Stomp»                                                 | 5:24         |

### Veritas
Veritas — четрвёртый альбом Alex Skolnick Trio. Вышел 29 марта 2011 года на лейбле Almetto Records. Альбом содержит 11 песен, 9 из которых — собственного сочинения, кавер на песню «Fade To Black» группы Metallica, и бонусный ремикс песни Jay Sustain и Nik Chinboukas «Bollywood Jam». Диск записан на студии Spin Recording Studios в Нью Йорке и издан Алексом Сколником.
| №   | Название                             | Длительность |
| --- | ------------------------------------ | ------------ |
| 1.  | «Panna»                              | 1:28         |
| 2.  | «Bollywood Jam»                      | 5:23         |
| 3.  | «Song of the Open Road»              | 6:31         |
| 4.  | «Veritas»                            | 6:12         |
| 5.  | «Fade To Black (Metallica cover)»    | 7:11         |
| 6.  | «Alone In Brooklyn»                  | 4:24         |
| 7.  | «99/09»                              | 4:34         |
| 8.  | «Path Of Least Resistance»           | 9:09         |
| 9.  | «Reflections»                        | 5:10         |
| 10. | «The River Lethe»                    | 4:56         |
| 11. | «Bollywood Jam - Club Remix Version» | 5:42         |